# Virginie Ledieu
 (juillet 2015).
Si vous disposez d'ouvrages ou d'articles de référence ou si vous connaissez des sites web de qualité traitant du thème abordé ici, merci de compléter l'article en donnant les références utiles à sa vérifiabilité et en les liant à la section « Notes et références ».
Pour les articles homonymes, voir Ledieu.
Virginie Ledieu, née le 2 août 1960 à Casablanca, au Maroc, est une actrice et directrice artistique française.
Très active dans le doublage, elle est notamment connue pour être la voix française régulière des actrices américaines Meg Ryan, Drew Barrymore et Alyson Hannigan et une des voix d'Anne Heche et Maria Bello. Elle est également la voix du personnage de Saori Kido / la déesse Athéna dans Saint Seiya (Les Chevaliers du Zodiaque en VF), la version animée du manga du même nom, et ses suites, ainsi que Gadget dans Tic et Tac, les rangers du risque. Elle dirige également le doublage de nombreux films et séries.
Elle a aussi tenu le rôle récurrent d'Agnès Revel dans la série quotidienne Plus belle la vie (2008-2009).

## Biographie
Elle présente Télé Chouchou en duo avec Jean-Claude Laval, la première émission de télé-achat de La Cinq, du 11 avril 1988 au 29 juin 1988, diffusée chaque matin à 9 heures. Produite par La Cinq en collaboration avec les 3 Suisses le Chouchou ! dont le producteur n'est autre que Patrick de Carolis.
Spécialisée dans le doublage de films non-francophones, Virginie Ledieu est la voix française principale des actrices Alyson Hannigan et Anne Heche (à partir de 2001) et ainsi que l'une des voix régulières de Maria Bello (avec Déborah Perret), Drew Barrymore (avec Laura Préjean) et Meg Ryan (avec Martine Irzenski). Elle est aussi connue dans l'animation pour être entre autres la voix française de la Déesse Athéna dans Saint Seiya et Gadget dans Tic et Tac, les rangers du risque.
Virginie Ledieu a joué la mère de Virginie Efira (qui jouait son propre rôle) dans la série Off Prime, diffusée sur M6 en mai 2007.
De 2008 à 2010, Virginie Ledieu a joué dans la série Plus belle la vie, le rôle d'Agnès Revel (nouvelle rédactrice en chef de La Dépêche Marseillaise, mère de Raphaël Cassagne (Audric Chapus) et de Sybille Cassagne (Coline D'Inca).
Elle enchaîne en 2011 avec La Brigade des tigresses aux côtés de Laura Préjean, Marion Game et Anjaya.

### Vie privée
Virginie Ledieu est la fille de Marion Game et Philippe Ledieu. Elle a deux demi-frères, Romain et Mathieu Verlier .
Mariée à l'acteur français Patrick Raynal, elle a deux enfants, Arthur et Aurélien, également comédiens.

## Théâtre
- 2011 : La Brigade des tigresses, de Gilles Gressard, mise en scène d’Éric Hénon au Théâtre Le Temple.
- 2011 : Embarquement immédiat de Gérard Darier, mise en scène de l'auteur, Théâtre Trévise.
- 2012-2015 : Tous des malades de Jean-Jacques Thibaud, mise en scène d’Alex Goude au Palais des glaces, puis tournée.

## Filmographie

### Cinéma
- 2007 : Contre-enquête : Charlène Kraus

### Télévision
- 1984 : Au théâtre ce soir : Un parfum de miel
- 1984 : Au théâtre ce soir : le Diable en personne
- 1984 : Au théâtre ce soir : Pomme, pomme, pomme
- 1991 : Cas de divorce : Nadine Bertin (épisode 120)
- 1996 : L'un contre l'autre: la voisine bon chic bon genre
- 2003 : Julie Lescaut : mère de Florise (épisode Hors la loi de Bernard Uzan - saison 12, épisode 5)
- 2005-2010 : SOS 18 : Mireille
- 2006 : Le Maître du Zodiaque : une médecin légiste
- 2007-2008 : Off Prime : la mère de Virginie Efira
- 2008-2009 : Plus belle la vie : Agnès Revel
- 2009 : Diane, femme flic (épisode L'enfant du désir)
- 2011 : Le Jour où tout a basculé : Murielle (épisode Mon patron est un escroc)
- 2012 : Le Jour où tout a basculé : Diane (épisode Mon mari fait une croix sur notre vie)
- 2012 : Le Jour où tout a basculé : Sophie Ledert (épisode Agressée par son patron)
- 2013 : Scènes de ménages : une amie de Liliane qui vit mal le départ de son fils.
- 2013 : Julie Lescaut : Béatrice Ducastel (épisode Tragédie de René Manzor - saison 22, épisode 3)
- 2013 : Lanester : hôtesse d'accueil hôpital
- 2015 : Alice Nevers, Le juge est une femme
- 2018 : Camping Paradis : Jeanne Rivière (saison 10, épisode 4 À nos pères)

## Doublage

### Cinéma

#### Films
- Meg Ryan dans :
  - Top Gun (1986) : Carole Bradshaw
  - L'Aventure intérieure (1987) : Lydia Maxwell
  - Mort à l'arrivée (1988) : Sydney Fuller
  - Presidio : Base militaire, San Francisco (1988) : Donna Caldwell
  - The Doors (1991) : Pamela Courson
  - Flesh and Bone (1993) : Kay Davies
  - À l'épreuve du feu (1996) : le capitaine Karen Emma Walden
  - Addicted to Love (1997) : Maggie
  - La Cité des anges (1998) : Dr Maggie Rice
  - Vous avez un mess@ge (1998) : Kathleen Kelly
  - Raccroche ! (2000) : Eve Mozell Marks
  - Dans les cordes (2004) : Jackie Kallen
  - Quitte-moi... si tu peux ! (2009) : Louise
- Drew Barrymore dans :
  - Scream (1996) : Casey Becker
  - Wedding Singer : Demain, on se marie ! (1998) : Julia Sullivan
  - Dis maman, comment on fait les bébés ? (2000) : Fantasy Girl
  - Donnie Darko (2001) : Karen Pomeroy
  - Ce que pensent les hommes (2009) : Mary
  - Bliss (2009) : Trashley Simpson
  - Ma meilleure amie (2015) : Jess
- Alyson Hannigan dans :
  - American Pie (1999) : Michelle Flaherty
  - Braquage au féminin (2001) : Lexi
  - American Pie : Marions-les ! (2003) : Michelle Flaherty
  - Sexy Movie (2006) : Julia Jones
  - Amour, Mariage et Petits Tracas (2011) : Courtney
  - American Pie 4 (2012) : Michelle Flaherty
  - Les Nouveaux Mutants (2020) : Willow Rosenberg (images d'archives de Buffy contre les vampires)
- Maria Bello dans :
  - Permanent Midnight (1998) : Kitty
  - Fenêtre secrète (2004) : Amy Rainey
  - Lettre ouverte à Jane Austen (2007) : Jocelyn
  - Le Chantage (2007) : Abby Randall
  - La Momie : La Tombe de l'empereur Dragon (2008) : Evelyn Carnahan-O'Connell
- Anne Heche dans :
  - Very Bad Cops (2010) : Pamela Boardman
  - Rampart (2011) : Catherine
  - Arthur Newman (2012) : Mina Crawley
  - Catfight (2016) : Ashley
- Carol Kane dans :
  - Transylvania 6-5000 (1985) : Lupi
  - Jumpin' Jack Flash (1986) : Cynthia
- Cynthia Gibb dans :
  - Malone, un tueur en enfer (1987) : Jo Marlow
  - Appelez-moi Johnny 5 (1988) : Sandy Banatoni
- Ellen Barkin dans :
  - Mélodie pour un meurtre (1989) : Helen Cruger
  - Dans la peau d'une blonde (1991) : Amanda Brooks
- Nicole Kidman dans :
  - Calme blanc (1989) : Rae Ingram
  - Malice (1993) : Tracy Kennsinger
- Glenne Headly dans :
  - Don Jon (2013) : Angela Martello
  - The Circle (2017) : Bonny Holland
- Cheryl Hines dans :
  - Life After Beth (2014) : Judy Orfman
  - Bad Moms 2 (2017) : Sandy, la mère de Kiki
- 1980[8] : Une nuit folle, folle : Laura (Debra Clinger)
- 1984 : Swing Shift : Kay Walsh (Goldie Hawn)
- 1985 : Démons : Kathy (Paola Cozzo)
- 1985 : Tutti Frutti : Janine (Dana Barron)
- 1985 : School Girls : Patty (Charene Cathleen)
- 1985 : La Couleur pourpre : Nettie Harris (Akosua Busia)
- 1986 : La Loi de Murphy : Arabella McGee (Kathleen Wilhoite)
- 1986 : Echo Park : May (Susan Dey)
- 1986 : Club Paradis : Jackie (Mary Gross)
- 1986 : À fond la fac : Valerie Desmond (Terry Farrell)
- 1986 : Extra Sangsues : Cynthia (Jill Whitlow)
- 1987 : La Folle Histoire de l'espace : La princesse Vespa (Daphne Zuniga)
- 1987 : Dirty Dancing : Bébé Houseman (Jennifer Grey)
- 1987 : RoboCop : la femme victime de la tentative de viol (Donna Keegan), Jessie Perkins (Leeza Gibbons) et voix additionnelles
- 1987 : Dangereuse sous tous rapports : Tracy (Kristin Olsen)
- 1987 : Et la femme créa l'homme parfait : Ivy Stone (Susan Berman)
- 1987 : Cold Steel : Sur le fil du rasoir : Kathy Connors (Sharon Stone)
- 1988 : Police Academy 5 : l'officier Kate (Janet Jones)
- 1988 : Bloodsport : Janice Kent (Leah Ayres)
- 1988 : Tequila Sunrise : Jo Ann Vallenari (Michelle Pfeiffer)
- 1988 : La Vie en plus : la fille du rêve (Isabel García Lorca)
- 1988 : Danger haute tension : Ellen Rockland (Roxanne Hart)
- 1988 : Masquerade : Olivia Lawrence (Meg Tilly)
- 1988 : Tapeheads : Belinda Mart (Katy Boyer)
- 1988 : The Night Before : Lisa (Suzanne Snyder)
- 1989 : Week-end chez Bernie : Gwen Saunders (Catherine Mary Stewart)
- 1989 : She-Devil, la diable : Olivia Honey (Maria Pitillo)
- 1989 : L'Arme fatale 2 : Rika Van Den Haas (Patsy Kensit)
- 1989 : Portrait craché d'une famille modèle : Julie Buckman (Martha Plimpton)
- 1990 : 58 minutes pour vivre : Samantha Coleman (Sheila McCarthy)
- 1990 : Darkside, les contes de la nuit noire : Susan (Julianne Moore)
- 1990 : L'amour dans de beaux draps : Jeanine (Jami Gertz)
- 1990 : Affaires privées : Penny Stretch (Faye Grant)
- 1991 : Dans les griffes du Dragon rouge : Angel Mueller (Renee Allman)
- 1992 : Cool World : voix de Lonette (Jenine Jennings)
- 1992 : Singles : Janet Livermore (Bridget Fonda)
- 1992 : Un flingue pour Betty Lou : Betty Lou Perkins (Penelope Ann Miller)
- 1992 : Boomerang : Christie (Lela Rochon)
- 1993 : Dragon, l'histoire de Bruce Lee : Linda Lee (Lauren Holly)
- 1993 : Max, le meilleur ami de l'homme : Annie (Trula M. Marcus)
- 1993 : Soleil levant : Julia (Alexandra Powers)
- 1993 : Nashville Blues : Miranda Presley (Samantha Mathis)
- 1993 : Amityville : Darkforce : Suki (Julia Nickson-Soul)
- 1994 : Radio Rebels : Kayla (Amy Locane)
- 1995 : Dr. Jekyll et Ms. Hyde : Sarah Carver (Lysette Anthony)
- 1996 : Le Club des ex : Shelly Stewart (Sarah Jessica Parker)
- 1996 : Une nuit en enfer : Kelly Houge (Kelly Preston)
- 1996 : Swingers : Nikki (Brooke Langton)
- 1997 : 8 Têtes dans un sac : Laurie (Kristy Swanson)
- 1998 : American History X : Davina Vinyard (Jennifer Lien)
- 1999 : Stigmata : Frankie Paige (Patricia Arquette)
- 1999 : 50 degrés Fahrenheit : Vaughn (Hudson Leick)
- 2002 : WiseGirls : Kate (Melora Walters)
- 2003 : Espion mais pas trop ! : Gloria Rudnick (Emmy Laybourne)
- 2004 : La Toile du mensonge : Abby Turner (Majandra Delfino)
- 2004 : Dead and Breakfast : Kelly (Portia de Rossi)
- 2006 : Southland Tales : Veronica Mung / Dream (Amy Poehler)
- 2009 : Blood Creek : Barb (Lynn Collins)
- 2010 : L'Assistant du vampire : Mme Shan (Colleen Camp)
- 2011 : Killing Fields : l'inspecteur Pam Stall (Jessica Chastain)
- 2017 : Wonder Wheel : une invitée de l'anniversaire (Debi Mazar)
- 2021 : Last Night in Soho : Carol (Pauline McLynn)
- 2022 : Tic et Tac, les rangers du risque : Gadget (Tress MacNeille) (voix)
- 2022 : Nope : Bonnie Clayton (Donna Mills)
- 2023 : Il était une fois... un crime (en) : Barbara la sorcière (Midoriko Kimura)

#### Films d'animation
- 1987 : Éris : La Légende de la pomme d'or : Saori Kido / Athéna
- 1988 : La Guerre des dieux : Saori Kido / Athéna
- 1988 : Les Guerriers d'Abel : Saori Kido / Athéna
- 1989 : Lucifer : Le Dieu des Enfers : Saori Kido / Athéna
- 1997 : Perfect Blue : Rei
- 1999 : Jin-Roh, la brigade des loups : Nanami Agawa
- 2004 : Tenkai-hen josō: Overture : Saori Kido / Athéna
- 2006 : Barbie au bal des douze princesses : Delia
- 2010 : Lego : Les Aventures de Clutch Powers : Peg Mooring[9]
- 2010 : Lego : Un jour à s'arracher les cheveux : Peg Mooring[9] (court métrage)
- 2011 : Tekken: Blood Vengeance : Anna Williams
- 2012 : Drôles d'oiseaux : Gossip Bird 2
- 2013 : Fairy Tail, le film : La Prêtresse du Phœnix : Éclair
- 2016 : DC Super Hero Girls : Héroïne de l'année : Kara Zor-El / Supergirl et Hippolyta
- 2016 : Robinson Crusoé : Mia
- 2016 : Le Monde de Dory : Astride
- 2017 : DC Super Hero Girls : Jeux intergalactiques : Supergirl / Hippolyta
- 2017 : Lego DC Super Hero Girls : Rêve ou Réalité : Supergirl
- 2018 : Lego DC Super Hero Girls : Le Collège des super-méchants : Supergirl
- 2018 : DC Super Hero Girls : Les Légendes de l'Atlantide : Supergirl / Hippolyta
- 2022 : Bob's Burgers, le film : voix additionnelles
- 2024 : Justice League: Crisis on Infinite Earths : Kara Zor-El / Supergirl

#### Court-métrage
- 2017 : On s'est fait doubler ![10] : la femme de la secte (Aude Lanciaux)

### Télévision

#### Téléfilms
- Anne Heche dans :
  - Le Choix de Gracie (2004) : Rowena Lawson
  - Les Fantômes de l'amour (2004) : Emily Parker
  - Le Combat de ma fille (2011) : Melissa
- 1988 : Jack l'Éventreur : Mary Jane Kelly (Lysette Anthony)
- 1991 : Les Époux ripoux : Deena (Patsy Kensit)
- 2004 : Celeste in the City : Céleste Blodgett (Majandra Delfino)
- 2007 : Johnny Kapahala : Carla (Robyn Lively)
- 2011 : Voleurs de stars : Iris Garvey (Jennifer Grey)
- 2012 : Lune de miel en solo : Cindy (Doireann Ní Chorragáin)
- 2013 : Maternité à risque : Mallory Parkes (Rachel Blanchard)
- 2013 : La Vérité sur mon mari : Dr Weston (Nancy Stafford)
- 2015 : Le Pays de Noël : Elaine Nickerson (Gibb Cynthia)
- 2021 : Le Mauvais Choix de ma meilleure amie : Lana (Christy Tate)

#### Séries télévisées
- Alyson Hannigan dans :
  - Buffy contre les vampires (1997-2003) : Willow Rosenberg (144 épisodes)
  - Angel (2001-2003) : Willow Rosenberg (3 épisodes)
  - Veronica Mars (2005) : Trina Echolls (3 épisodes)
  - How I Met Your Mother (2005-2014) : Lily Aldrin (206 épisodes)
  - Allô la Terre, ici Ned (en) (2020) : Alyson Hannigan (épisode 15)
- Anne Heche dans :
  - Ally McBeal (2001) : Melanie West (saison 4)
  - Everwood (2004-2005) : Amanda Hayes (10 épisodes)
  - Nip/Tuck (2005) : Nikki Moretti (saison 3)
  - Men in Trees : Leçons de séduction (2006-2008) : Marin Frist (36 épisodes)
  - Quantico (2015) : Dr Susan Langdon (saison 1, épisode 9)
- Maria Bello dans :
  - Mr. et Mrs. Smith (1996) : Mrs. Smith (13 épisodes)
  - Urgences (1997-1998) : Dr Anna Del Amico (25 épisodes)
  - New York, unité spéciale (2010) : Vivian Arliss (saison 12, épisode 7)
- Terri Garber dans :
  - Nord et Sud (1985-1994) : Ashton Main Huntoon Fenway (mini-série)
  - Cold Case : Affaires classées (2004) : Abby Lake (saison 1, épisode 19)
- Michele Greene dans :
  - La Loi de Los Angeles (1986-1991) : Abby Perkins (105 épisodes)
  - Three Rivers (2009) : Rhonda (épisode 10)
- Jennifer Lopez dans :
  - Mystères à Santa Rita (1993-1994) : Melinda López (6 épisodes)
  - Hôtel Malibu (en) (1994) : Melinda López (mini-série)
- Vanessa Angel dans :
  - Code Lisa (1994-1998) : Lisa (88 épisodes)
  - Californication (2012) : Alison, la mère d'Ava (saison 5, épisode 2)
- Paula Devicq dans :
  - La Vie à cinq (1994-2000) : Kirsten Bennett (89 épisodes)
  - Rescue Me : Les Héros du 11 septembre (2004-2005) : Sondra (6 épisodes)
- Patrika Darbo (en) dans :
  - Des jours et des vies (1998-2013) : Nancy Wesley
  - Desperate Housewives (2009 / 2012) : Jean (saison 5, épisode 14 puis saison 8, épisode 23)
- Margo Moorer dans : 
  - Sheena, Reine de la Jungle (2000-2002) : Kali (35 épisodes)
  - Drop Dead Diva (2009-2011) : la juge Donaldson (3 épisodes)
- Missy Yager dans :
  - Boston Public (2003-2004) : Claire Ellison (14 épisodes)
  - Grey's Anatomy (2012) : Terri (saison 8, épisode 14)
- Laurel Holloman dans :
  - The L Word (2004-2009) : Tina Kennard (70 épisodes)
  - The L Word: Generation Q (2020) : Tina Kennard (2 épisodes)
- Penny Balfour (en) dans :
  - Blind Justice (2005) : Victoria Purdy (épisode 7)
  - 24 Heures chrono (2006) : Jenny McGill (4 épisodes)
- Laura Leigh Hughes dans :
  - Bones (2006) : Jill Winokur (saison 2, épisode 6)
  - New York, unité spéciale (2009) : Virginia Lynwood (saison 10, épisode 15)
- Joey Lauren Adams dans :
  - United States of Tara (2010) : Pammy (saison 2)
  - Switched (2013-2014) : Jennice Papagus (saison 2)
- Sarah Aldrich (en) dans :
  - Esprits criminels (2011) : Jenna Dolan (saison 7, épisode 3)
  - NCIS : Enquêtes spéciales (2014) : Karen Upline (saison 11, épisode 14)
- Cheryl Hines dans : 
  - Suburgatory (2011-2014) : Dallas Royce (56 épisodes)
  - Larry et son nombril (depuis 2017) : Cheryl David (depuis la saison 9)
- Kerry Godliman (en) dans :
  - Derek (2012-2014) : Hannah (14 épisodes)
  - After Life (2019-2022) : Lisa Johnson (18 épisodes)
- 1978-1979 : La Préférée : Adélia (Liza Vieira (pt))
- 1990 : Twin Peaks : Donna Hayward (Lara Flynn Boyle)
- 1996-1999 : Clueless : Cher Horowitz (Rachel Blanchard)
- 1998-1999 : Mortal Kombat: Conquest : Taja (Kristanna Loken)
- 1999 : Incorrigible Cory : Rhiannon Lawrence (Marcia Cross)
- 1999-2002 : Roswell : Maria Deluca (Majandra Delfino)
- 2004 : Sue Thomas, l'œil du FBI : Dodger (Janaya Stephens)
- 2006 : New York, unité spéciale : Mme Drake (Alexandra Neil (en)) (saison 7, épisode 14)
- 2006 : Numb3rs : Skyler Wyatt (Samaire Armstrong) (saison 2, épisode 3)
- 2006-2009 : Ghost Whisperer : Anna Fowler (Bess Wohl) (saison 2, épisode 7) et Bonnie Olmstead (Wendy Benson) (saison 5, épisode 10)
- 2006-2009 : Hannah Montana : Liza (Lisa Arch) (3 épisodes)
- 2008-2010 : Le 5e commandement : Marie Blank (Christine Döring)
- 2009 : Mon oncle Charlie : Diane (Bellamy Young) (saison 6, épisode 9)
- 2009 : Lie to Me : Cynthia (Stephanie Michels) (saison 2, épisode 4) et Cheyenne Matson (Jackie Debatin) (saison 2, épisode 7)
- 2011 : Body of Proof : Nancy (Laurel Garner) (saison 2, épisode 4)
- 2013 : Cougar Town : Bonnie (Emily Wilson (en)) (saison 4, épisodes 3 et 5)
- 2013 : Modern Family : Mme Ebbert (Autumn Withers (en)) (saison 4, épisode 21)
- 2014 : The Middle : Vicki (Nicole Sullivan) (saison 5, épisode 17)
- 2015-2019 : Derrière les barreaux : Teresa « Tere » González Largo (Marta Aledo) (40 épisodes)
- 2017 : Wet Hot American Summer: Ten Years Later : Laura (Melanie Lynskey) (mini-série)
- 2017 : Philip K. Dick's Electric Dreams : Sally Morris (Julia Davis)
- 2018 : Spring Tide : Charlotte Pram (Alexandra Rapaport)
- 2018-2020 : Élite : Beatriz Caleruega (Lola Marceli (es)) (15 épisodes)
- 2021 : Invasion : Kel Mitchell (Kathryn Erbe)
- 2021-2022 : Only Murders in the Building : Uma Heller (Jackie Hoffman) (11 épisodes)
- 2022 : Alma : Aurora (Elena Irureta (es))
- 2023 : 1923 : Beverly Strafford (Jessalyn Gilsig) (saison 1, épisode 4)
- 2023 : Les Nouveaux Bandits (pt) : Syzélia « Zeza » Vaqueiro (Marcélia Cartaxo)
- 2023 : Yu Yu Hakusho : ? (?)
- 2024 : House of Ninjas : Yoko Tawara (Mariko Tsutsui)
- 2024 : Palm Royale : Raquel (Claudia Ferri) (mini-série)
- 2025 : L'Éternaute : ? (?) (mini-série)

#### Séries d'animation
- 1983-1985 : Wingman : Elise (1re voix)
- 1985 : Princesse Sarah : Mariette
- 1986 : Lazer Tag : Beth Jaren
- 1986 : Pollyanna : Nancy
- 1986 : Dragon Ball : Bulma, Mai, Chichi (voix de remplacement, épisodes 2 à 8)
- 1986 : Transformers : Elise Presser (épisode 65)
- 1986-1988 : Jem et les Hologrammes : Kimber
- 1986-1990 : Saint Seiya ou Les Chevaliers du Zodiaque : Saori Kido / Athéna, Marine, la princesse Freyja, Flamme, Miho/Mylène, Mû (voix principale), Geist
- 1987 : Cathy la petite fermière : Emilia
- 1987 : Emi Magique : un esprit (épisode 19)
- 1987 : Juliette je t'aime : Lola (épisodes 79 et 80)
- 1987-1988 : Crying Freeman : Wonshaku
- 1987-1988 : Maxie : Maxie
- 1988-1989 : Galaxy Express 999 : Marina
- 1989-1990 : Tic et Tac, les rangers du risque : Gadget
- 1990 : Super Mario Bros. : Princesse Toadstool (voix de remplacement)
- 1990 : Princesse Zelda : Zelda
- 1990 : Marianne 1re : Marianne
- 1990-1992 : Sophie et Virginie : Virginie Mercier
- 1993-1994 : Conan l'Aventurier : la princesse Azurel (épisodes 14 et 35)
- 1993-1997 / 2015 : Sailor Moon : Sailor Galaxia
- 1998-2001 : Love Hina : Mutsumi Otohime
- 1999 : Sonic le Rebelle : Mindy
- 2002-2006 : Tibère et la Maison bleue : Luna la lune (1re voix)
- 2005-2008 : Saint Seiya : Chapitre Hadès (Arc Inferno et Elysion) : Saori Kido / Athéna
- 2007-2013 : Manny et ses outils : Kelly, Mayor Rosa, Miss Portillo
- 2010[n 1] : Bakuman. : la mère d'Eiji Niizuma et voix additionnelles
- 2012 : Hunter × Hunter : Kykyô Zoldig, Menchi, Cutie, Geru, Vezze
- 2012 : Beelzebub : Nene Ômori, Misaki Oga, Oyama (épisode 4)
- 2012-2014 : Saint Seiya Omega : Saori Kido / Athéna
- 2013-2016 : Fairy Tail : Michelle Lobster, Ophiuchus, Minerva Orland
- 2013-2014 : Kill la Kill : Ragyō Kiryuin
- 2013-2014 : Star Wars: The Clone Wars : la duchesse Satine (2e voix) et Rig Nema
- 2015-2018 : DC Super Hero Girls : Supergirl
- depuis 2017 : Bob's Burgers : Tante Gayle (saison 1), Mlle Jacobson, Gloria, Jocelyn, Edith, Gretchen
- 2018 : JoJo's Bizarre Adventure : Golden Wind : voix additionnelles
- 2019 : Carole & Tuesday : Catherine
- 2019 : La Ligue des justiciers : Nouvelle Génération : Ilona DeLamb-Markov (saison 3, épisode 1), Josefine Tarkov (saison 3, épisode 6), Olympia Savage (saison 3, épisode 7), Big Barda (saison 3, épisode 14), Madia Daou (saison 3, épisode 20 et saison 4, épisode 14), Lia Briggs/Looker (saison 4, épisode 6, voix de remplacement), Elaine Jackson (saison 4, épisode 18) et voix additionnelles (saison 4, épisodes 4 et 17)
- 2019-2020 : Saint Seiya : Les Chevaliers du Zodiaque : Saori Kido / Athéna
- 2020 : Great Pretender : Farrah Brown
- 2021 : La Voie du tablier : la femme au foyer et voix additionnelles
- 2021 : Les Razmoket : Lucie Cornichon
- 2021 : L'Attaque des Titans : Karina
- 2022 : Thermae Romae Novae : voix additionnelles
- 2023 : Valkyrie Apocalypse : Anne
- 2023 : Vinland Saga : Emma (doublage Crunchyroll)
- 2023 : Shangri-La Frontier : la narratrice
- 2023 : Carol et la fin du monde (en) : Janette
- 2024-2025 : Fairy Tail: 100 Years Quest : Minerva Orland
- 2025 : Dandadan : Naki Kitō (version ADN)

### Jeux vidéo
- 1996 : Titanic : Une aventure hors du temps : Lady Georgia Lambeth
- 1999 : The Longest Journey : Emma
- 2000 : Hitman : Tueur à gages : Diana Burnwood
- 2001 : Crash Bandicoot: La Vengeance de Cortex : Coco
- 2002 : 007: Nightfire : Alura McCall
- 2002 : Need for Speed : Poursuite Infernale 2 : voix utilisée pour la description des véhicules
- 2002 : Neverwinter Nights : Linu La'Neral
- 2003 : Buffy contre les vampires : Chaos Bleeds : Willow
- 2004 : Garfield : Arlène, Nermal
- 2005 : Saint Seiya : Les Chevaliers du Zodiaque - Le Sanctuaire : Saori Kido, Marine
- 2007 : Heavenly Sword : Kai
- 2007 : Elsword : Ara
- 2009 : Aion: The Tower of Eternity : Daeva des teintures, instructeur des mages (côté Elyséen)
- 2010 : Assassin's Creed Brotherhood : voix additionnelles
- 2012 : Darksiders II : Alya
- 2012 : Guild Wars 2 : personnages multiples
- 2012 : Mass Effect 3 : soldat Westmoreland
- 2013 : BioShock Infinite : voix additionnelles
- 2013 : Puppeteer : Sorcière Lunaire
- 2013 : Les Chevaliers de Baphomet : La Malédiction du serpent : Lady Piermont
- 2015 : Assassin's Creed Syndicate : voix additionnelles
- 2016 : Final Fantasy XV : Coctura
- 2017 : Assassin's Creed Origins : voix additionnelles
- 2017 : Star Wars Battlefront II : voix additionnelles
- 2018 : Assassin's Creed Odyssey : Aspasia, Kleio, la Prêtresse de Demeter, Bryce, une prêtresse de l'île de Cythère et une habitante de Messara
- 2021 : Ratchet and Clank: Rift Apart : voix additionnelles
- 2021 : New World : divers personnages
- 2022 : Lost Ark : voix additionnelles
- 2023 : Final Fantasy XVI : Hanna Murdoch, Frederica et voix additionnelles

### Direction artistique

#### Films
- 1982[n 2] : Jekyll and Hyde... Together Again
- 2001 : The Wash
- 2004 : Barbecue Party (en)
- 2016 : La British Compagnie
- 2017 : Naked
- 2017 : Méchant menteur 2
- 2018 : At Eternity's Gate
- 2019 : Le Garçon qui dompta le vent
- 2021 : Le Joueur d'échecs
- 2022 : Chien perdu (en)
- 2022 : The Wonder
- 2022 : Rendez-vous hier
- 2023 : Locked In
- 2023 : The Great Escaper (en)
- 2024 : The Union

#### Films d'animation
- 2016 : DC Super Hero Girls : Héroïne de l'année
- 2017 : DC Super Hero Girls : Jeux intergalactiques
- 2018 : DC Super Hero Girls : Les Légendes de l'Atlantide
- 2019 : Wonder Woman: Bloodlines
- 2021 : Batman: The Long Halloween
- 2022 : Catwoman: Hunted
- 2022 : Batman and Superman: Battle of the Super Sons
- 2023 : Justice League: Warworld
- 2025 : Batman Ninja vs. Les Yakuzas

#### Séries télévisées
- Des jours et des vies (avec Hervé Bellon, Brigitte Aubry, Philippe Peythieu, Patrick Osmond, Dorothée Jemma, Isabelle Ganz, etc.)
- 2008 : Hôpital central (avec Dorothée Jemma et Vanina Pradier[11])
- 2008-2014 : How I Met Your Mother (saisons 4 à 9[12])
- 2008-2015 : Mon oncle Charlie (saisons 6 à 12[13])
- 2009 : The L Word (saison 6[14])
- 2013-2021 : Mom
- 2016 : Racines (mini-série)
- 2016-2018 : Hap and Leonard
- 2017-2020 : Commissaire Bancroft
- 2018 : Trust
- 2018-2021 : The A List
- 2019 : The Victim (mini-série)
- 2019 : American Princess (en)
- 2019-2020 : Mr. Iglesias
- 2019-2020 : Team Kaylie
- 2019-2022 : Dead to Me
- 2020 : Intimidation
- 2020 : The Luminaries (en) (mini-série)
- 2020 : The Plot Against America (mini-série)
- 2020 : Self Made (mini-série)
- 2020-2025 : Miss Scarlet, détective privée (en)
- 2021 : L'Incroyable quête de Brendar et Evan (en)
- 2021 : Pretty Smart (en)
- depuis 2021 : Mission : adoption
- 2022 : Les Derniers Jours de Ptolemy Grey (mini-série)
- 2022 : L'École de gym : Une seconde chance
- 2022-2023 : Julia (en)
- depuis 2022 : Surface (en)
- depuis 2022 : Insânia (pt)
- 2023 : Shrinking
- 2023 : Sous la neige (de)
- 2024 : Palm Royale (mini-série)

#### Séries d'animation
- 2015-2018 : DC Super Hero Girls
- 2016-2018 : Animals (en)
- 2017-2020 : Sunny Day (en)
- 2019-2022 : La Ligue des justiciers : Nouvelle Génération (saisons 3 et 4)
- 2020-2023 : Santiago des mers
- 2021 : Aquaman, roi de l'Atlantide (en)
- depuis 2023 : My Adventures with Superman
- 2024 : Creature Commandos

#### Télé-réalités
- Les Rois de la réno

## Autres
- Virgine Ledieu a aussi participé à la vidéo du Joueur du Grenier : « Takeshi's Challenge - Partie 2 - FAMICOM » pour doubler la voix d'Athena dans le rôle de cette dernière et d'elle-même[15].
- Elle reprend le rôle de Marina de la série Galaxy Express 999 pour la bande-annonce du tome 2 de la bande dessinée de Jérôme Alquié Capitaine Albator : Mémoires de l'Arcadia[16].